# Larchgut

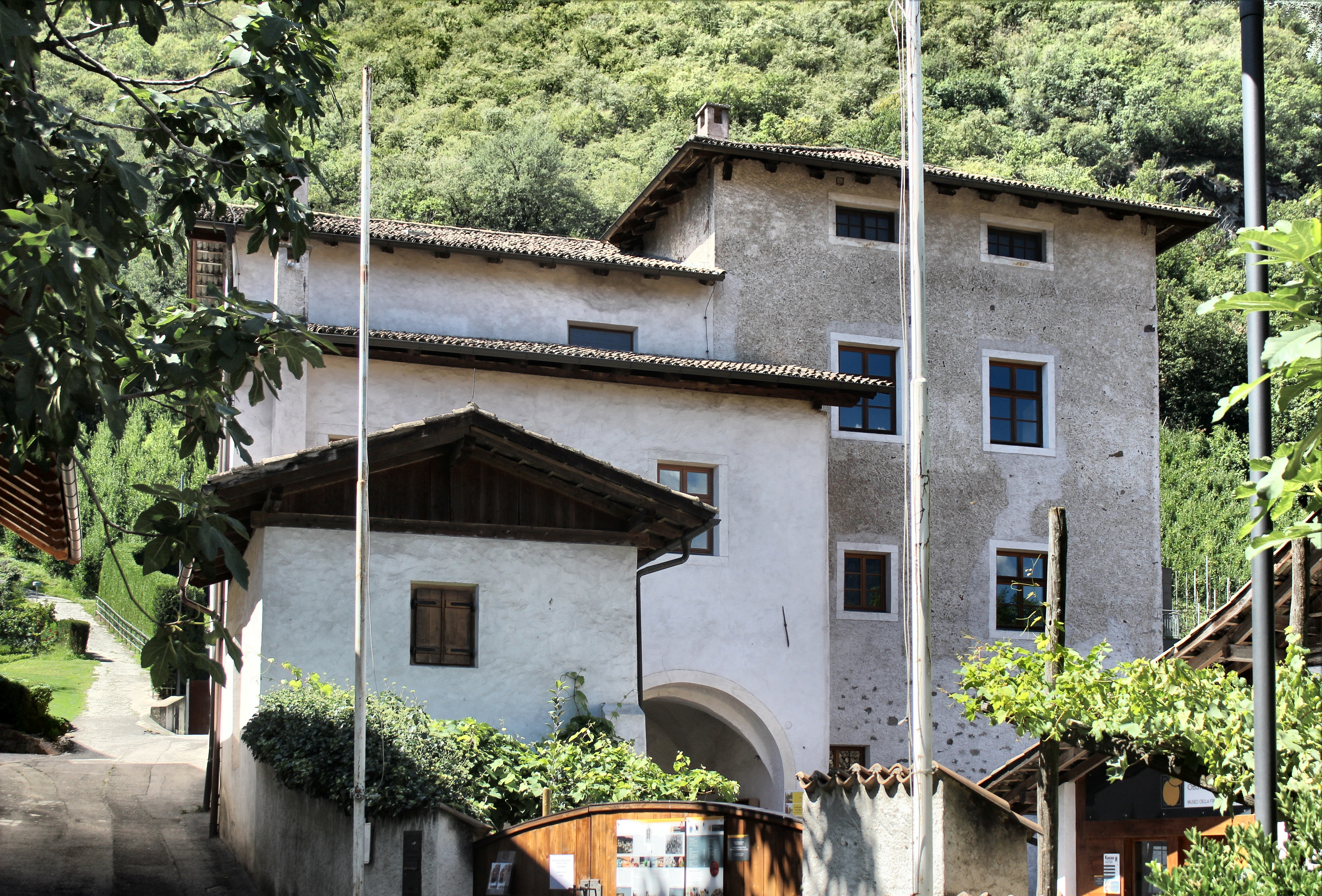
Ansitz Larchgut

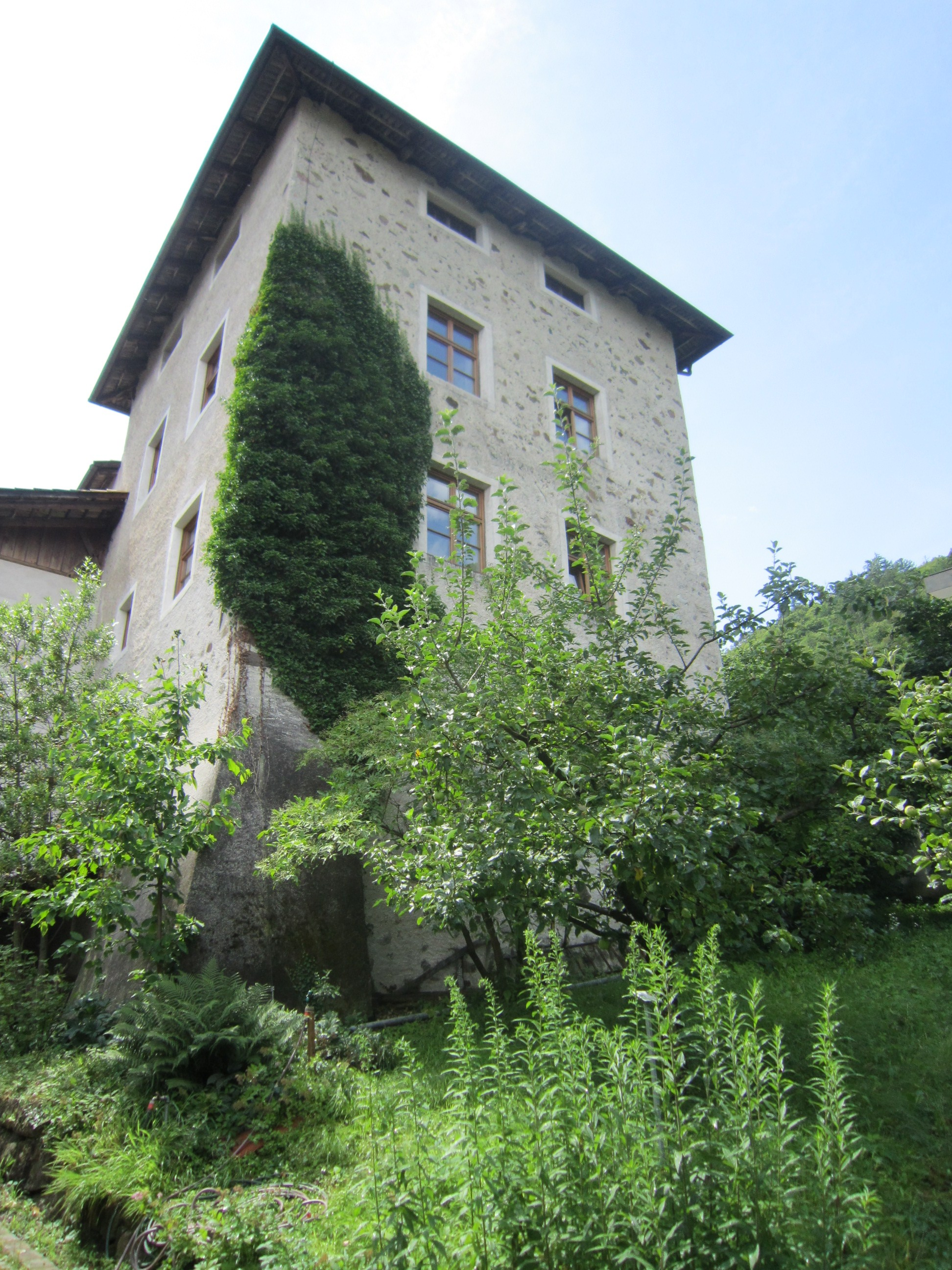
Der Wohnturm

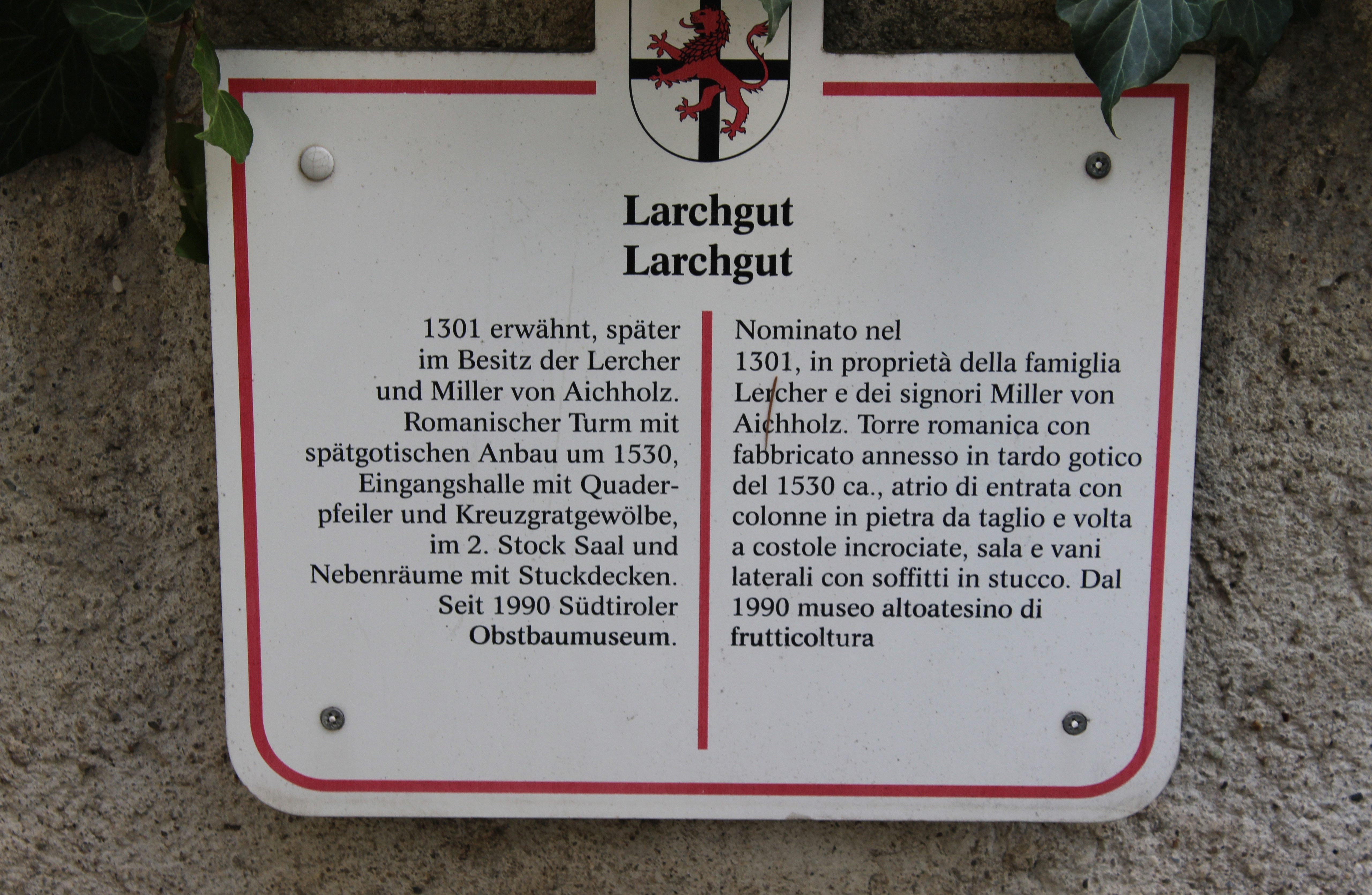
Infotafel

Das Larchgut ist ein geschütztes Baudenkmal in Niederlana, einem Ortsteil der Marktgemeinde Lana in Südtirol. Das Anwesen beherbergt heute das Südtiroler Obstbaumuseum.

## Geschichte
Der Wohnturm wurde als ältester Teil der Anlage im 13. Jahrhundert von den Herren von Lana-Brandis erbaut und ist 1301 erstmals urkundlich erwähnt. Um 1530 erfolgte die Errichtung eines spätgotischen Anbaus. Lange Zeit war das Larchgut in Besitz der Familie Lercher, so sind 1301 Adelheid Lercherin und 1305 Hilprand Lercher als Besitzer bezeugt, bis es an die Herren Miller von Aichholz gelangte und später Gemeindebesitz wurde. Das Anwesen ist seit 1990 Sitz des Südtiroler Obstbaumuseums und zeigt auf 2000 m² Fläche eine umfassende Dokumentation der Geschichte und heutigen Situation des Obstanbaues in Lana.

## Beschreibung
Der ursprüngliche romanische Wohnturm ist von etwa 1300. Der spätgotische Wohntrakt beherbergt im Erdgeschoss eine offene Halle und ist mit einer Tramdecke auf Schwibbögen von 1531 versehen. Im ersten Stock finden sich ein gewölbter Gang sowie ein sandsteinernes Spitzbogenportal mit der Jahreszahl 1530. Im zweiten Stock befindet sich eine Saal mit Stuckdecke. Zu dem Anwesen gehören auch ein Wirtschaftsgebäude und ein Hofraum mit kleinem Obstanger.